# Conchil-le-Temple
Conchil-le-Temple är en kommun i departementet Pas-de-Calais i regionen Hauts-de-France i norra Frankrike. Kommunen ligger i kantonen Berck som tillhör arrondissementet Montreuil. År 2022 hade Conchil-le-Temple 1 087 invånare.

## Befolkningsutveckling
Antalet invånare i kommunen Conchil-le-Temple
| Referens: INSEE |